# گین‌جت اوییشن

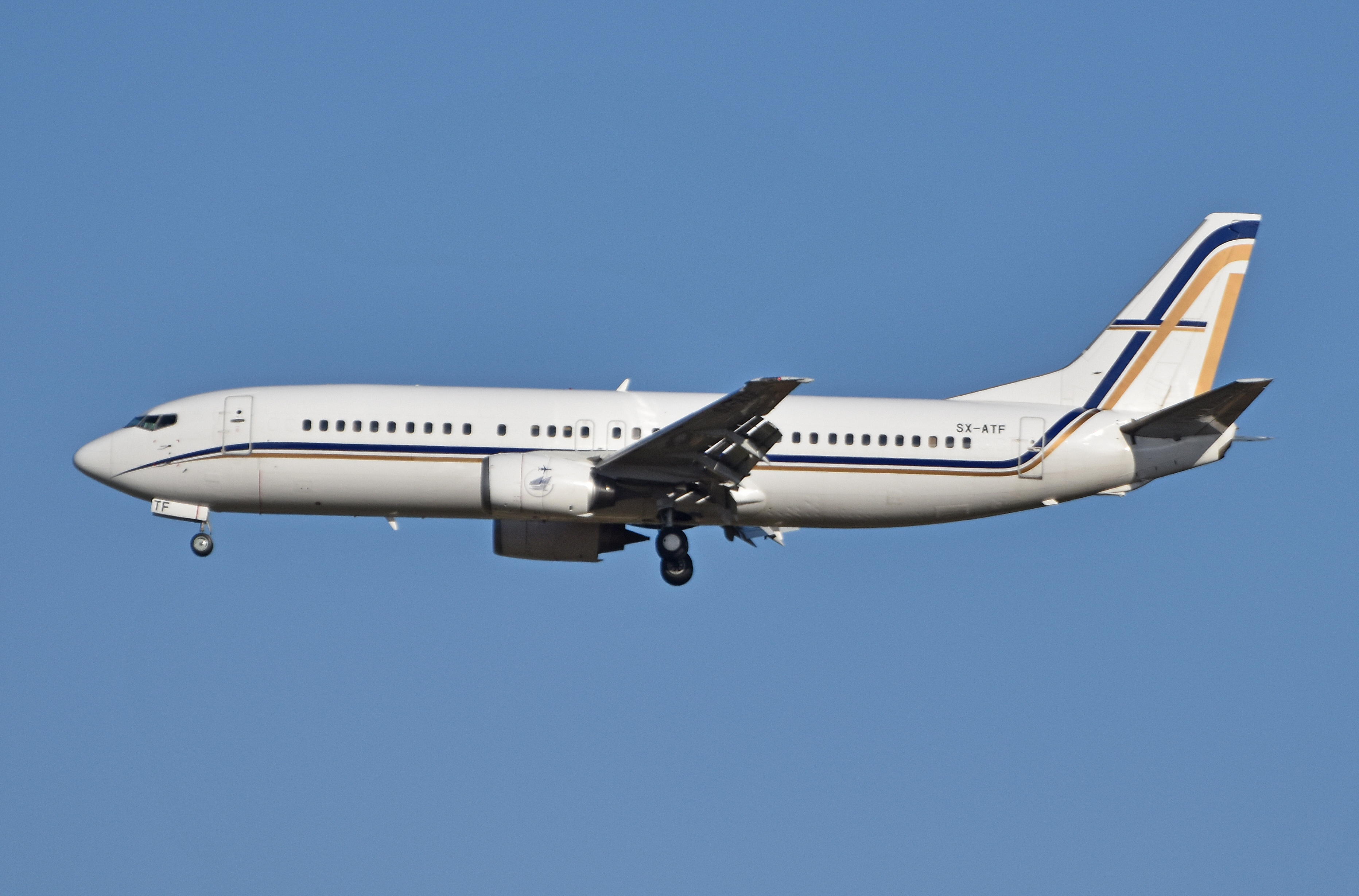
هواپیمای شرکت گین‌جت اوییشن

گین‌جت اوییشن (به انگلیسی: GainJet Aviation) یک شرکت هواپیمایی است که در تاریخ ۲۰۰۶ میلادی تأسیس شده است.
دفتر مرکزی گین‌جت اوییشن در آتن، یونان واقع شده‌است و قطب این شرکت هواپیمایی در فرودگاه بین‌المللی آتن قرار دارد.